# فانتازيا (سلسلة)
سلسلة فانتازيا سلسلة روايات من تأليف د. أحمد خالد توفيق بدأ إصدارها في عام 1995 وهي ثاني سلسلة له بعد ما وراء الطبيعة. تلعب دور البطولة الأساسي بها شخصية عبير عبد الرحمن وتعتمد طريقة التكييف القصصي لعدد من الأساطير والشخصيات التاريخية والأعمال الأدبية الشهيرة.

## فكرة السلسلة
البطلة (عبير عبد الرحمن) نموذج لما يُسمى بالبطل المخالف للعرف (إنجليزية: Antihero)، ترجمة حرفية 'نقيض البطل'‏.
يقول عنها الكاتب في المقدمة (مقدمة العدد 46): «(عبير عبد الرحمن) شخصية عادية إلى حد غير مسبوق.. إلى حد يخطف الأبصار.. إنها الشخص الذي نتمنى ألا نكونه حين نتحدث عن أنفسنا.. الشخص الذي لا يتفوق في الجمال أو القوة أو البراعة أو الذكاء [...] ثمة أبطال قصص يمتازون بالقوة.. ثمة أبطال يمتازون بالذكاء الخارق.. ثمة أبطال يمتازون بالحظ العاثر.. ثمة أبطال يمتازون بأنهم لا يمتازون بشيء.. ويبدو أن عبير من هذه الفئة الأخيرة».
ونقتبس الآن من مقدمة العدد 16: "لقد قابلتْ (عبير) (شريف).. خبير الكمبيوتر الثري الوسيم -والأهم من هذا- العبقري.. وكان (شريف) وقتها يبحث عن فتاة عادية جدًا ولا تملك أي ذكاء.. هذه الفتاة ستخضع لاختبار جهاز (صانع الأحلام) الذي ابتكره، وهو جهاز قادر على استرجاع ثقافة المرء، وإعادة برمجتها في صوة مغامرات متكاملة..
ولأن عبير تقرأ كثيرًأ جدًا.. ولأن عقلها مزدحم بأبطال القصص ومواقف القصص؛ صار عقلها خامة صالحة لخلق مئات القصص المثيرة..
(عبير) سترى القصص التي عشقتها.. ولكن مع تحوير بسيط: إنها ستكون جزءًا متفاعلًا في كل قصة! ستطير مع (سوبر مان) وتتسلق الأشجارمع (طرزان).. وتغوص في أعماق المحيط مع كابتن (نيمو)".
ارتادتْ عبير عوالمَ مختلفة، والتقت بشخصيات خيالية وحقيقية، على سبيل المثال، التقت (بجيمس بوند) و (طرزان) و (سوبر مان) و (باتمان) و (أدهم صبري) و (رفعت إسماعيل) و (نور) ورفاقه (في الأعداد (3)، (14)، (29)، (31)،(35)، (40) بالترتيب)، كما التقت (بشكسبير) و (دوستويفسكي) و (سيبويه) و (تشي جيفارا) و (أحمد بن ماجد) و (المتنبي) (في الأعداد (10)، (30)، (44)، (45 و46)، (53)، (54) بالترتيب).
والتقت بشخصيات أخرى كثيرة.
نقتبس مجددًا من مقدمة العدد 16: «وتزوج (شريف) (عبير).. ربما لانه أحبها حقًّا.. وربما لأنه كان بحاجة إلى إبقاء فأر تجاربه معه للأبد.. ونعرف أن عبير حامل». وأنجبت (عبير) طفلةً فيما بعد.
من الجدير بالذكر أن شخصية (عبير) لم تُكوَّن جيدًا، بتعبيرِ آخر: لم تُشَكَّل أدبيًا على نحو جيد. ولقد أشار د. أحمد خالد توفيق (ألمؤلف) نفسُه إلى هذا -في فيلمٍ تسجيلي بعنوان (اللغز وراء السطور)- قال: «عبير مش مِتْشَكِّلة أوي... الناس بتقرأ عنها في أول أربع صفح بعدين بتتحول لشخصية تانية»، أي عندما تنتقل إلى عالم الأحلام بواسطة جهاز (صانع الأحلام) سابق الذكر، «فمفيش وقت أنك تعاشر الشخصية وتعرفها وتعرف أعماقها وتفاصيلها زي ما حصل مع رفعت... الكتاب من أوله لآخره أنت عايش في عقل رفعت وأفكاره»، ورفعت هو البطل الرئيسي في سلسلة ما وراء الطبيعة (وهي أول سلسلة كتبها د. أحمد).
ولقد استوحى د. أحمد شخصية (عبير) من فتاةٍ كانت تعمل في نادي فيديو قرب بيتِه. يقول في العدد الخاص 30 (30 هو عنوان العدد لا ترتيبه بين الأعداد): «رأيت فتاةً تعمل في نادي فيديو قرب بيتنا.. هذه الفتاة كانت تمضي الوقت في القراءة. تقرأ بنهم.. تقرأ بتوحش. كان واضحًا أنها فقيرة من ناحية المال والجمال والتعليم، لكن نهمها في القراءة كان يمنحها عوالم غير محدودة تزورها وهي بعد جالسة في ذلك المكان الضيق وسط شرائط الفيديو. هكذا ولدت عبير.. كان مشهدًا طريفًا عندما دخلت نادي الفيديو يومًا فوجدت الفتاة تطالع في نهم عددًا من فانتازيا، وهي بالطبع تجهل أنني!... كيف لو عرفت أنها هي بطلة الكتيب الذي تطالعه!».

### هل السلسلة مقتبسة؟
اتهم البعضُ د.أحمد خالد توفيق (المؤلف) باقتباس فكرة السلسلة من مسلسل الخيال العلمي الأمريكي «القفزة الكمية Quantum Leap» الذي بدأ عرضه عام 1989 واستمر لخمسة أعوام.. في هذا المسلسل يقوم البطل «سام» عالم الفيزياء الكمية باختراع طريقة تجعله يسافر عبر الزمن إلى أي نقطة في حياته الماضية، ولكن خطأ يحدث يجعله يستمر في القفز من نقطة زمنية إلى أخرى عبر حياة أشخاص مختلفين، حيث يضطر أن يقوم بعيش حياتهم لفترة وتصحيح بعض الأخطاء فيها قبل أن ينتقل إلى القفزة التالية.. ويساعده في ذلك مراقب التجربة صديقه «آل»، الذي يستخدم حاسوبا متطورا اسمه «زيجي» لحساب الاحتمالات ومعرفة تفاصيل حياة الشخصيات.. ويظهر «آل» للبطل في الماضي في صورة شكل هولوجرام مجسم لا يراه غيره، ليرشده إلى ما يجب عليه فعله ويساعده في بعض المواقف.. يرى البعض أن هناك تناظرا واضحا بين فانتازيا والقفزة الكمية، فزيجي صار دي جي 2، ومراقب التجربة آل صار المرشد، وسام صار عبير التي تتقمص هنما أدوار شخصيات روائية أو شخصيات تاريخية شهيرة!
وبينما يزعم البعض أنَّ السلسلة مقتبسة، يزعم آخرون أنَّه لا يوجد وجهَ شبه حقيقي بين السلسلة والمسلسل المذكور.
من الجديرِ بالذكر أن د. أحمد خالد اتُهِمَ أكثر من مرة بالاقتباس من الأفلام الأجنبية. ولقد أثارت المذيعة ريهام السهلي هذا الموضوع في لقاء معه -في برنامج 90 دقيقة، بتاريخ 24/3/2009- حين قالت: «كتير من الناس يا دكتور بيتهموا حضرتك بأنك بتقتبس الأفكار من الأفلام الأجنبية... ممكن أدِّي مثل واحد اللي هو سالم وسلمى» سالم وسلمى شخصيتان من تأليفه، وكانا يتنقلان عبر العوالم، ولقد اتُهِم د. أحمد بسرقة هذه الفكرة من مسلسل sliders. «فيه ناس بتقول أن دا اتقدم أكتر من مرة في الأفلام الأجنبية [...] ردك أيه على اللي بيقولوا كدا؟».
رَدَ د. أحمد: «أصل على فكرة الأمثلة كذا مثال وكل مرة برد رد مقنع [...] مسلسل sliders ظهر بعد القصة بتاعتي بخمس سنين أو ست سنين!».
المذيعة: «دا هُم بقى اللي مقتبسين منك!».
د. أحمد: «مش هجرؤ أقول كدا... مش هجرؤ أقول أن هوليود بتسرق مني! [...] مقدرش أقول أنهم سرقوا مني بس أنا مسرقتش منهم»، وأضاف: «الحقيقة إن أنا قاري في الأدب العالمي جدًا... وشايف أفلام أجنبية بكثرة لا يمكن تصورها، فلو حبيت أسرق لن يكتشف أحد السرقة... محدش هيشك! بتاتًا!».
وهذا ردٌ كافٍ على كل من يتهمونه بالاقتباس.

## عالم فانتازيا
عالم فانتازيا مكون من مخيلة عبير عبد الرحمن، الفتاة الرقيقة الهشة الحالمة والتي قرأت كمًّا من الكتب والقصص والروايات التي يصعب أن يلم بها شخص واحد.. وفي هذا العالم العديد من المدن والجسور والقرى والسهول والقلاع والحصون والأبراج والأسوار التي تحيط بمختلف أنواع الأدب والخيال بداخلها.
تطوف عبير هذا العالم بمساعدة المرشد مرشد فانتازيا

## الوصول إلى فانتازيا
عادة ما يتم بجهاز الحاسوب ذي الأقطاب المسمى دي جي 1، والإصدارة الثانية منه دي جي 2، ونادرًا ما تدخله عبير بمجرد النوم.

## أبطال السلسلة
شريف إبراهيم : زوج (عبير) السابق ومخترع جهاز (دي-جي-2).
صفوت : صديق (شريف) ورئيس (عبير) سابقاً حينما كانت تعمل في مكتب الكمبييوتر.
المرشد : مرشد (عبير) عبر فانتازيــا والذي يشبه وجهه وجه مدرس اللغة العربية لـ (عبير).

## أعداد السلسلة
1. قصة لا تنتهى: (تخوض فيه عبير عبد الرحمن رحلة بوليسية في أحلامها مع المحقق شرلوك هولمز وهيركيول بوارو)
2. حكايات من والاشيا:(في عالم مصاصى الدماء والمستذئبين عبير هي إحدى ضحايا الكونت دراكولا/ مصاصة دماء)
3. صفر.صفر.سبعة:(عبير في عالم جيمس بوند بشخصية اولجانوفا العميلة السوفياتية)
4. إمبراطورية النجوم: في مجرة اخرة متطورة (الاميرة كاراوشخصيات أخرى)
5. ذات مرة في الغرب: عبير/(صخرة الماء)فتاة نصف هندية تلتقي «الجوال» في عالم الغرب المتوحش
6. خيول ورماح: الأميرة«إرمنحاتت» (ابنة الفرعون «رمسيس الثاني» ثم «ناع» قائد عربة «رمسيس الثاني» في معركة «قادش الثانية»)
7. ألعاب إغريقية: عبير بدور بيرسيفوني ابنة ديميتيريا في الاسطورة الإغريقية تقابل بيرياسوس في سلسلة من تحديات «هاديس»
8. مملكة الموتى: تتمة مغامرة عبير مع تحديات سيد العالم السفلي «هاديس» ولكن...
9. الخناقون: عبيرإنتقلت إلى الهند بشخصية مس «ملدريد هولرويد»
10. الاسم: شكسبير. عوالم قصص وليم شكسبير (شخصية المراه في كل قصة)
11. نداء الأدغال. في عالم طرزان
12. بين عالمين. عبير هي عبير في عالم الواقع ولكن ماذا لوخرج ابطال عالم الخيال إلى الواقع مثل.زولتا.جيمس بوند.أحد الخناقون. ديريكيولا.واخوان الدم.الحيثيون
13. رجل من كريبتون كانت في عالم سوبرمان (صديقة سوبر مان)
14. من بعد سوبرمان. لا تزال عبير في عالم سوبر مان ولكن اين سوبر مان
15. إعدام في البرج. عبير بشخصية الوصيفة «أن» التي سيتزوجها «هنري الثامن»
16. شبح وشيطان. الصحفية (ديانا بالمر)/عبير تحاول كشف سر جزيرة سرية وتلتقي الشبح أحد الأبطال المقنعيين
17. اقتلوا بطوط. في عالم ديزنى الرائع في جزء دونالد وميكى (فتاة شابة مع ابطال تلك القصة)
18. توم ومن معه.
19. خمسة منهم، وحدثت في عالم المغامرين الخمسة.
20. من فعلها؟ عبير مع خمسة من امهر المحققين في سلسلة حوادث قتل متتالية وهم هرقل بوارو وشرلوك هولمز وايرلى كوين والآنسة ماربل وجول ميجريه
21. لا تدخلوا شيروود. في عالم روبن هود
22. قلعة السفاحين. كانت مع عمر الخيام ونظام الدين وحسن الصباح
23. أرض.قمر.أرض. كانت في روايتن في نفس اللحظة وهما رواية أوائل الرجال على القمر للكاتب هربرت جورج ويلز ورواية من الأرض إلى القمر للكاتب جول فيرن
24. فليدخل التنين. كانت في مغامرة في الصين
25. من أجل طروادة. كانت داخل حرب طروادة كما ذكرت في الإلياذة
26. عودة المحارب.عبير تصبح بينيلوب زوجة أوديسيوس وتعيش مغامرته عكسيا
27. آخر أيام الرايخ.عبير بدور الجاسوسة البريطانية مس جوديت /لورالاي التي تنتحل شخصية إيفا براون زوجة هتلر
28. 1919. عبير صحفية إنجليزية تعيش احداث ثورة 1919 في مصر
29. الوطواط. عبير مع باتمان والاشرار يشعرون بالملل لان باتمان مريض ولا يمنع جرائمهم
30. عبقرى. كانت مع الكاتب الروسي فيودور دوستويفسكي
31. اسمه أدهم.عير هي «منى توفيق» تعيش مغامرات ادهم صبرى
32. في مملكة الأخوين. في عالم الأخوان غريم حيث كانت سندريلا وبياض الثلج والجمال النائم وقصة الزمار والفئران
33. أيام مع هانيبال.
34. عرض لا تستطيع رفضه. كانت في عالم المافيا وفيلم العراب (فيلم)
35. ما أمام الطبيعة. كانت مع رفعت إسماعيل في سلسلة روايات ما وراء الطبيعة
36. حب في أغسطس. مانت تعيش قصة حب في اليابان يوم انفجار القنبلة النووية في هيروشيما
37. فلاسفة في حسائى.: عبير في رحلة تقابل فيها عددا من الفلاسفة لتتشرب خلاصة تجربتهم
38. عينان. عبير تخوض حرب في الحاضر مع غريغوري راسبوتين
39. صديقى جلجاميش. عبير تبحث عن الخلود مع جلجاميش
40. أرشيف الغد. عبير تكون الصحفية مشيرة محفوظ في سلسلة ملف المستقبل
41. ألعاب فارسية. تغوص عبير في عالم الاساطير والحكايات الفارسية
42. الملل بعينه. عبير داخل اربع قصص حب في نفس الوقت
43. أسطورة نهر.
44. شيء من حتى.
45. تشى.
46. الحالم الأخير.
47. الساحر وأنا.
48. اللغـر.
49. يوم غرق الأسطول.
50. هي والأنا.
51. فلننقذ الدوتشى.
52. ب4م.
53. بحاران.
54. عبقري أخر.
55. الصيادون.
56. ليال عربية
57. قصة كل ليلة
58. البطل ذو الالف وجه
59. في جحيم الألعاب
60. وحدي مع لافكرفت
61. من قتل الإمبراطور
62. أحلام
63. وعد جوناثان
64. كونتيكي رحلة مع ثور هاريدال وسوف تذهب عبير إلى أطلنطس

## الأعداد الخاصة
الأعداد الخاصة التي كانت نجمتها عبير عبد الرحمن في مدينة فنتازيا هي:
- ثلاثة: رواية نشرتها المؤسسة قبل الأعداد الخاصة وذلك في (كتاب الصيف - أشباح ولكن) لنبيل فاروق وأحمد خالد توفيق وآخرون، وجمعت الأبطال الثلاثة لأحمد خالد توفيق في نفس القصة.
- خمنوا معي: أول الأعداد الخاصة بفانتازيا، والعدد الخامس من سلسلة الأعداد الخاصة لأحمد خالد توفيق.
- 30: عدد خاص بمناسبة مرور 30 سنة على روايات مصرية، وكذلك أيضا جمع الأبطال الثلاثة لأحمد خالد توفيق في نفس الرواية.
- جاءوا من الوادي: ثاني الأعداد الخاصة بفانتازيا، والعدد التاسع من سلسلة الأعداد الخاصة لأحمد خالد توفيق.

## نقاط محورية في السلسلة والأحداث
لقد اجتمعت في هذه السلسلة كل خيالات الكتاب والمبدعين من عهد اليونان القدماء حتى هذا العهد مرورا بكل الكتاب والكتب في هذه العصور